# Novo Mundo (Uberlândia)
Novo Mundo é um bairro nobre da Zona Leste de Uberlândia, e está localizado à 10 km do centro da cidade.
- É formado pelos loteamentos Novo Mundo, Vida Nova, Bem Viver, Verde Vida e Condomínio Reserva dos Ipês.[1][2]

## História e características do bairro Novo Mundo
- O bairro começou a ser criado em 2009, no alto de umas das principais vias da Zona Leste, a Avenida Segismundo Pereira.[3]
- Era uma região de plantação e fazendas.
- Hoje se formou um bairro com  construções variadas, entre elas: galpões comerciais, condomínios horizontais e verticais, além de casas, sobrados, entre outros.
- Os nomes das vias do bairro Novo Mundo, se referem a localidades denominadas de primeiro mundo, como as avenidas Nova York, Atlanta e Chicago e ruas Nova Jersey, Los Angeles e Las Vegas, por exemplo.

## Locais do Novo Mundo
- O bairro conta com um terminal de ônibus, que interligam bairros das zonas Leste, Centro e Sul de Uberlândia, com diversas linhas do transporte público. Além de duas estações do BRT Leste, a Quebec (Estação 10) e Minneapolis (Estação 11).[4]
- Tem a Praça do Jacaré, no Vida Nova, importante ponto de lazer para a população que mora na região.[5][6]
- Tem grandes empresas ao redor e no bairro, além da CEASA e o Cemitério Parque dos Buritis.[7][8]
- Seu principal acesso ao centro, é pela Avenida Segismundo Pereira.
- O Novo Mundo é cortado pelas rodovias federais: BR-050, BR-365 e BR-452.